# Cécyl Marcyl
Pour l’article homonyme, voir Marcil.
Cécyl Marcil (née Marie Cécile Frédérique Sesboüé) est une actrice française, née le 6 juillet 1890 à Argentré (Mayenne) et morte le 10 février 1960 à Paris 16e.

## Biographie
Fille de Frédéric Sesboüé, notaire à Argentré, et de Marie-Cécile Chartier, elle épouse Charles, François, André, Cros (contrôleur des contributions directes) le 2 avril 1910 à Laval, dont elle aura deux enfants (Charles Cros, né en 1911, et Marie-Cécile Cros, née en 1917), avant de se séparer de son époux qui partira vivre au Maroc.
Elle meurt au domicile de sa fille (2 Villa Guibert - 83 rue de la Cour à Paris 16e) d'une angine de poitrine. Elle est enterrée  au cimetière de Laval avec sa sœur cadette, Thérèse Sesboüé, morte à 3 ans.

## Filmographie
- 1938 : La Belle Revanche de Paul Mesnier
- 1938 : La Route enchantée de Pierre Caron
- 1943 : Retour de flamme de Henri Fescourt - La fermière
- 1943 : Adieu Léonard de Pierre Prévert - La marchande de mouron
- 1943 : Douce de Claude Autant-Lara - La vendeuse de cierges
- 1943 : La Ferme aux loups de Richard Pottier - La clocharde
- 1945 : Falbalas de Jacques Becker
- 1945 : La Cage aux rossignols de Jean Dréville
- 1946 : Le Pays sans étoile de Georges Lacombe
- 1946 : Au petit bonheur de Marcel L'Herbier
- 1946 : Étoile sans lumière de Marcel Blistène
- 1950 : Dieu a besoin des hommes de Jean Delannoy - La vieille dame
- 1960 : Le Baron de l'écluse de Jean Delannoy - La vieille paysanne au baptême de l'air